# Express Mail Service
Express Mail Service (EMS) är ett sätt att skeppa gods med flyg, som oftast är lite dyrare än de andra alternativen, men i gengäld är leverenstiderna avsevärt kortare och dessutom går EMS att spåra i de flesta länder.